# Gustav Augspurg

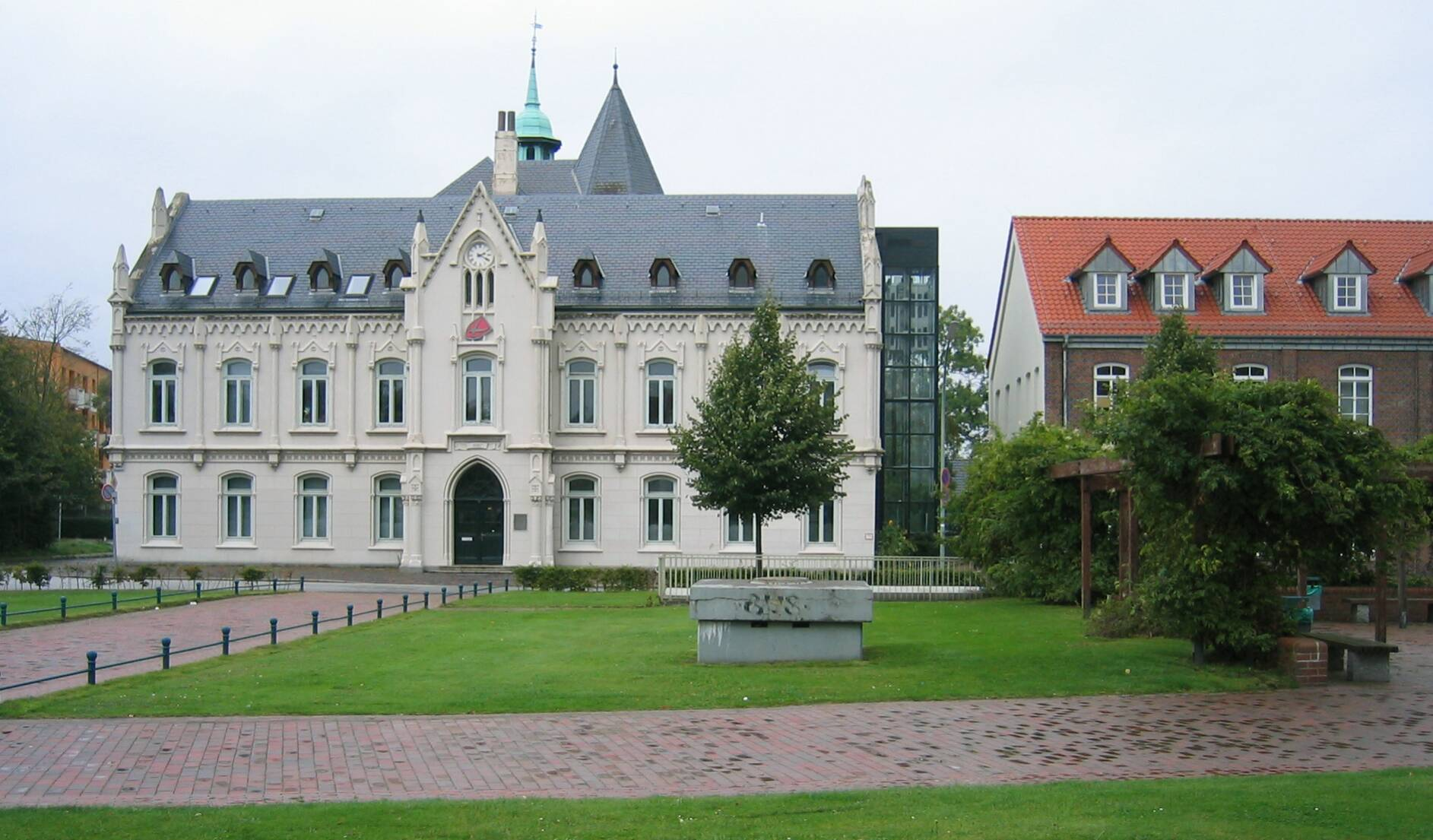
Leher Rathaus

Gustav Augspurg (* 19. Juli 1837 in Winsen, Königreich Hannover; † 9. November 1906 in Lehe, Provinz Hannover) war ein deutscher Rechtsanwalt und Bürgermeister.

## Leben
Augspurgs Eltern waren Gustav Ludwig Christoph Augspurg (* 4. November 1797 in Hoya) und Clara Franziska Pauline geb. Isenbart. Der Vater war Advokat am Obergericht Lüneburg. Nachdem er Michaelis 1858 am Ernestinum Celle das Abitur bestanden hatte, studierte Gustav Augspurg an der Georg-August-Universität Göttingen Rechtswissenschaft. 1859 wurde er im  Corps Hildeso-Guestphalia recipiert. Als Inaktiver wechselte er an die Ruprecht-Karls-Universität Heidelberg. 1869 ließ er sich als Advokat in Soltau nieder. Im April desselben Jahres heiratete er Marie Anna Bente (* 1846). 1884 wurde er als Nachfolger von Gustav Fels Bürgermeister von Lehe. Er bekleidete das Amt über 22 Jahre bis zu seinem Tod im Alter von 69 Jahren. Sein Nachfolger war Theodor Johannes Schmiedel. Nach Augspurg ist eine Straße in Lehe benannt.